# Heppiella ulmifolia
Heppiella ulmifolia là một loài thực vật có hoa trong họ Tai voi. Loài này được (Kunth) Hanst. mô tả khoa học đầu tiên năm 1858.